# Okowizna
Okowizna (Duits: Numeiten) is een dorp in het Poolse district  Węgorzewski, woiwodschap Ermland-Mazurië. De plaats maakt deel uit van de gemeente Pozezdrze.

## Sport en recreatie
Ten westen van deze plaats loopt de Europese wandelroute E11. De E11 loopt van Den Haag naar het oosten, naar de grens Polen/Litouwen. Ter plaatse komt de route van Harsz, loopt langs het Meer van Harsz en vervolgt verder noordwaarts naar Ogonki.